# Richard Dacoury
Richard Dacoury (Abidjan, 6 luglio 1959) è un ex cestista francese, attivo negli anni ottanta e novanta.

## Carriera
Nella sua lunga carriera ha giocato solo con tre club: il Lione, il Limoges ed il Paris SG.
Ha vinto una Coppa dei Campioni, una Coppa delle Coppe, due Coppe Korac, nove campionati di Francia e sette Coppe di Francia.
Con la nazionale di pallacanestro francese è stato selezionato per 160 volte ed ha totalizzato 2.230 punti.

## Palmarès

### Squadra
- Campionato francese: 9

CSP Limoges: 1982-83, 1983-84, 1984-85, 1987-88, 1988-89, 1989-90, 1992-93, 1993-94
PSG Racing: 1996-97
- Coppa di Francia: 2

CSP Limoges: 1994, 1995
- Coppa Korać: 2

CSP Limoges: 1981-1982, 1982-83
- Coppa delle Coppe: 1

CSP Limoges: 1987-88
- Coppa dei Campioni: 1

CSP Limoges: 1992-93

### Individuale
- LNB MVP francese: 1

CSP Limoges: 1984-85